# Villachica
Villachica es un concejo del municipio de Oquendo, en la provincia de Álava, País Vasco (España).

## Historia
Hacia 1915, el lugar, ya por entonces perteneciente a Oquendo, tenía contabilizada una población de 57 habitantes. Aparece descrito en el tomo de la Geografía general del País Vasco-Navarro dedicado a Álava y coordinado por Vicente Vera y López con las siguientes palabras:

Villachica.―Caserío distante de Ugalde 3,820 metros, con 15 viviendas; la población es de 57 almas de hecho y 56 de derecho.
(Vera y López, 1915-1921, p. 603)

En 2022, tenía empadronados 165 habitantes.

## Demografía
| Gráfica de evolución demográfica de Villachica entre 2000 y 2017 |
|                                                                  |
| Población de derecho según los censos de población del INE.      |

## Patrimonio
Hay en el concejo una iglesia de Nuestra Señora de Unza.